# Dirt Box
| Recensione | Giudizio |
| ---------- | -------- |
| AllMusic   |          |

Dirt Box è l'unico album del gruppo progressive rock tedesco dei Blackwater Park, uscito nel 1972.

## Stile musicale
Tutte le canzoni sono un miscuglio di sonorità provenienti da Cream, Yes, Jimi Hendrix e Blue Cheer che con la canzone Rock Song raggiungono il massimo dell'album, l'ultima canzone è For No One, una cover dei Beatles tratta dall'album Revolver del 1966.

## Tracce

### LP
Lato A
1. Mental Block – 3:18 (Andreas Scholz)
2. Roundabout – 5:45 (Richard Richie Routledge)
3. One's Life – 3:03 (Andreas Scholz, Richard Richie Routledge)
4. Indian Summer – 6:10 (Michael Fechner, Richard Richie Routledge, Hilary Tansey)

Lato B
1. Dirty Face – 4:25 (Richard Richie Routledge, Hilary Tansey)
2. Rock Song – 8:45 (Michael Fechner, Richard Richie Routledge)
3. For Noone – 3:25 (John Lennon, Paul McCartney)

## Formazione
- Michael Fechner - chitarra
- Richard Richie Routledge - voce, chitarra
- Andreas Scholz - basso
- Norbert Kagelmann - batteria

Note aggiuntive
- Jürgen Schmeisser - produttore
- Registrato il 17, 18, 19 e 20 dicembre 1971 al Windrose-Studios di Amburgo (Germania)
- Wolfgang Klaus - ingegnere delle registrazioni
- Michael Fessel - design copertina album originale[2]